# 오르가스 백작의 매장

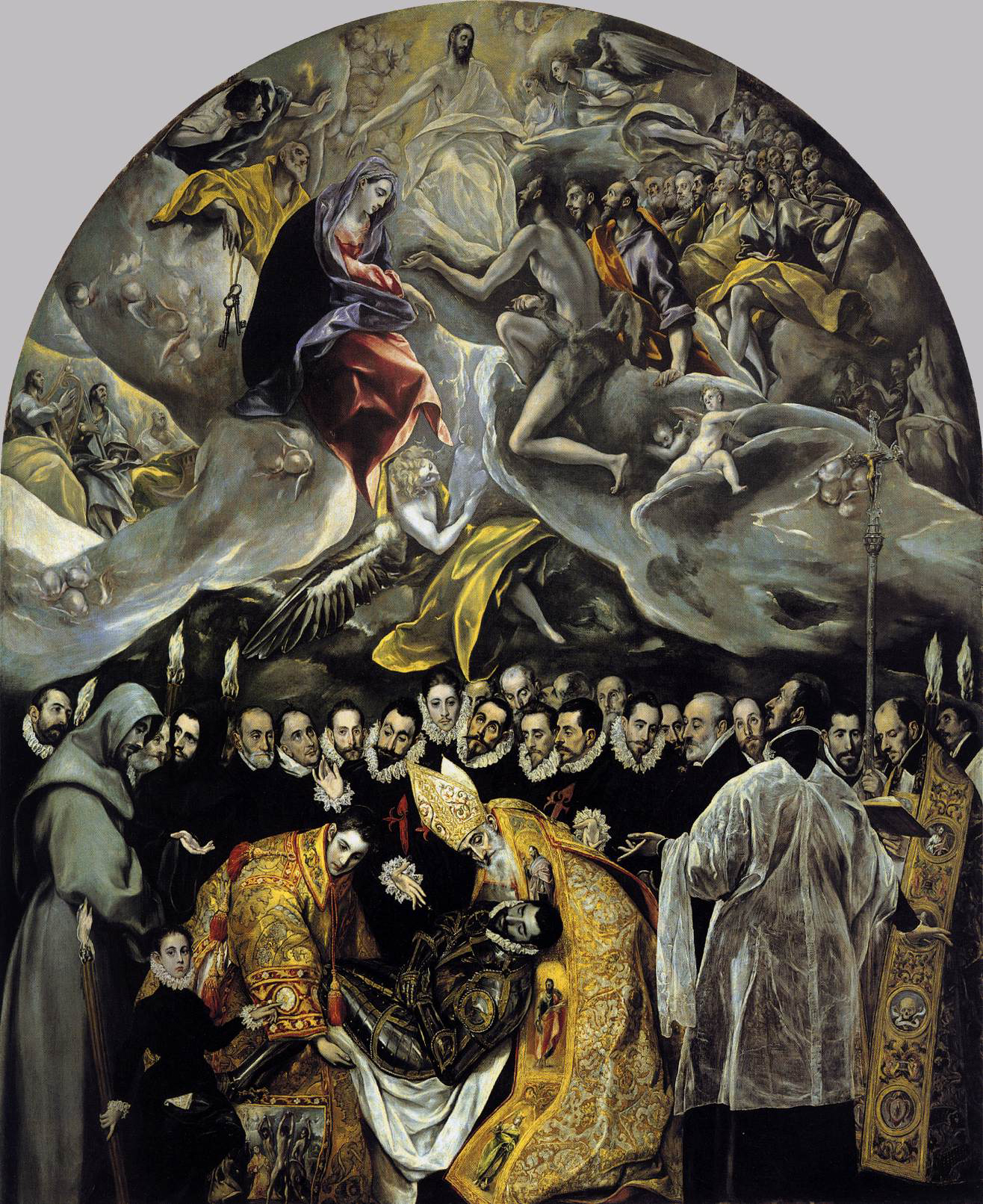
오르가스 백작의 매장

오르가스 백작의 매장(스페인어: El entierro del Conde de Orgaz, 영어: The Burial of the Count of Orgaz)은 스페인 르네상스 시대의 그리스인 화가 엘 그레코가 1586년에서 1588년에 걸쳐 그린 그림이다. 톨레도의 산토 토메 교회에서 소장하고 있으며, 그림은 천계와 현세가 명확하게 상하 분할되어 있다.